# Prančevići
Prančevići su umjetno akumulacijsko jezero u Hrvatskoj. Nalazi se u Splitsko-dalmatinskoj županiji, u blizini naselja Ugljane. Ima površinu 0,496 km³. Akumulira vode rijeke Cetine za potrebe hidroelektrane Zakučac. Jezero je izgrađeno 1961. godine. U jezeru žive ribe, uglavnom pastrve, kao potočna, kalifornijska i jezerska pastrva, lipljen, ilirski klen, cetinska ukliva, primorska jelšavka, oštrulja, cetinski badelj i srebrni karas.